# Ouragan Igor
Pour les articles homonymes, voir Igor.
L’ouragan Igor fut la neuvième tempête tropicale de la saison cyclonique 2010 dans l'océan Atlantique Nord, la quatrième à atteindre le seuil d’ouragan, et le troisième ouragan majeur de l'année. Igor est un ouragan de type capverdien qui a atteint la catégorie 4 bien au large des Antilles. Sa durée de vie très longue était due à son déplacement lent et à des conditions favorables. Il avait un des plus grands diamètres des annales de ce bassin cyclonique. 
Il est passé près des Bermudes, où les dommages ont été mineurs, mais il a frappé durement l'île canadienne de Terre-Neuve et l'archipel français de Saint-Pierre-et-Miquelon. Quatre personnes sont décédées à la suite du passage d'Igor et les dommages ont été estimés entre 100 et 200 millions $US. À Terre-Neuve, les autorités estimèrent qu'il s'agissait des pires dommages causés par un ouragan dans l'histoire de la province. À cause de ces dommages, le nom Igor fut retiré des listes futures des noms d'ouragans par le comité des cyclones tropicaux de l'Organisation météorologique mondiale en mars 2011. Il sera remplacé par Ian pour la saison 2016.

## Évolution météorologique

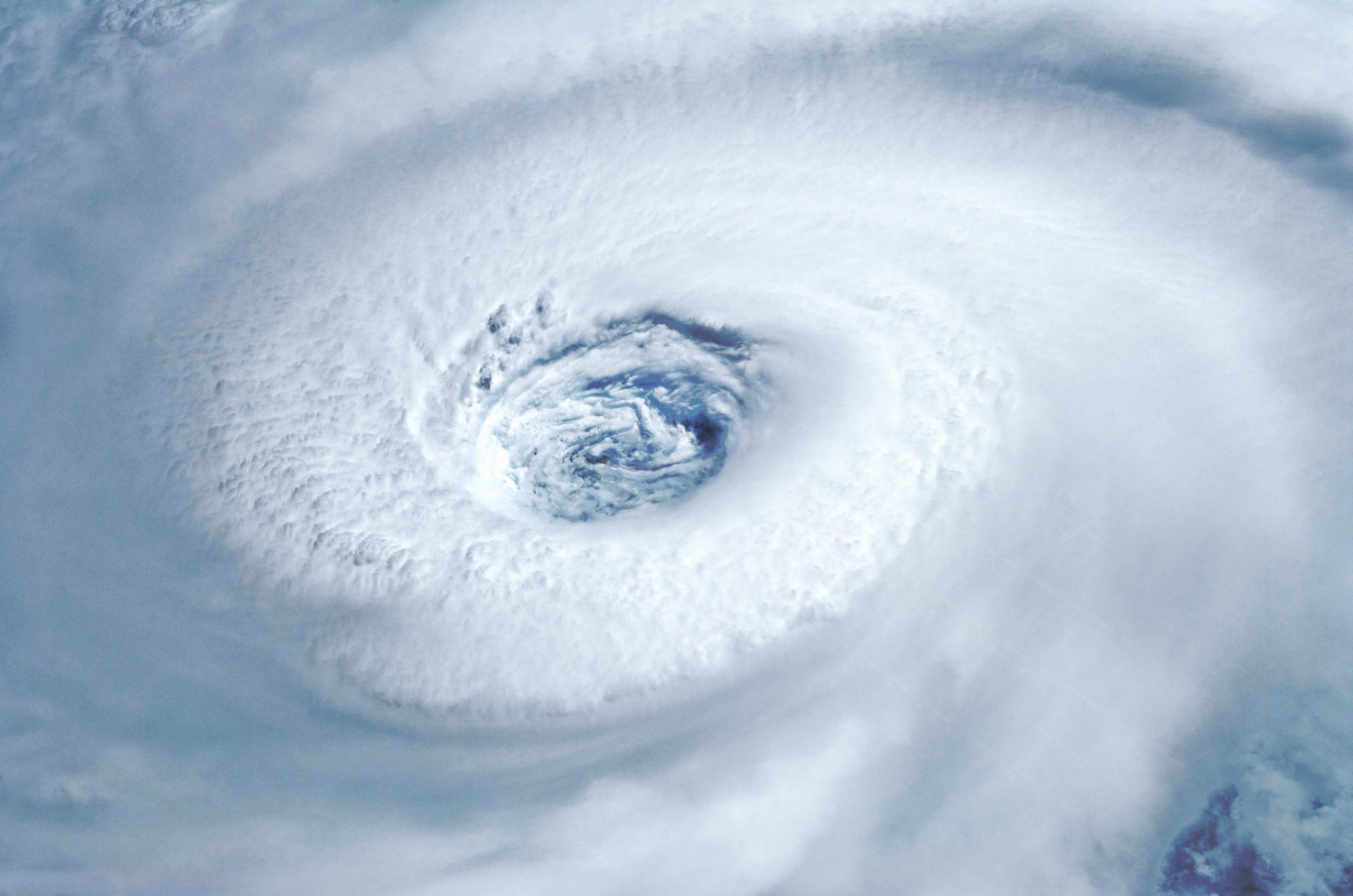
L'ouragan Igor vu depuis la Station spatiale internationale

Une perturbation tropicale a rapidement formé une zone dépressionnaire en surface en quittant l’Afrique de l'Ouest le 6 septembre. Elle devint une dépression tropicale bien organisée le 8 septembre au matin et la neuvième tempête tropicale de la saison 2010, nommée Igor, au sud-est des îles du Cap-Vert. L’interaction avec une autre dépression tropicale et un cisaillement des vents d'est affaiblirent Igor le 9 septembre, et son déplacement devint presque nul. Elle redescendit au niveau de dépression tropicale tout en absorbant l'autre système.
Le 10 septembre, Igor redevint tempête tropicale alors que la convection s'intensifia. Le 11 septembre, le système développa brièvement un œil durant deux heures mais absorba de l'air sec des niveaux moyens de la troposphère ce qui fit diminuer la convection avant une nouvelle intensification qui le conduisit à devenir un ouragan tard ce jour-là,.
Le 12 septembre au matin, Igor développa un œil bien défini et dégagé, le tout entouré d'un mur compact de nuages. Il atteignit la catégorie 2 de l'échelle de Saffir-Simpson le matin et la catégorie 4 en après-midi en traversant l'Atlantique tropical,. Ses vents passèrent ainsi de 130 km/h à 215 km/h en 8,5 heures tel qu'estimé par les images du satellite météorologique et la technique de Dvorak. L'intensification d'Igor continua à une allure plus lente en soirée avant de se stabiliser. Le matin du 13 septembre, il était toujours de catégorie 4 mais dans la partie supérieure de cet échelon
.
Malgré un remplacement du mur de l'œil, Igor a maintenu son statut et presque 24 heures plus tard, Igor a presque atteint la catégorie 5 avec des vents de 250 km/h en passant à 975 km à l'est des îles Sous-le-Vent les plus au nord. Cependant, un nouveau renouvellement du mur l'affaiblit à la limite inférieure de la catégorie 4 un peu plus tard le même jour.
L'ouragan a subi encore deux remplacements du mur de l'œil ; ce qui le ramena à la catégorie 2 dès le 17 septembre en se dirigeant vers les Bermudes. Les bandes de précipitations externes d'Igor ont atteint l'archipel en après-midi du 18 septembre. Son centre est passé le 19 septembre juste à l'est des îles alors que l'ouragan n'était plus que de catégorie 1, puis a accéléré vers le nord-nord-est. Effectuant sa transition extratropicale au-dessus des eaux plus froides, il a quand même continué à être un ouragan jusqu'au sud-est de Terre-Neuve. Il est passé à 35 km de Cap Race, la pointe sud-est de l'île, le 21 septembre alors que ses vents maximums soutenus étaient de 120 à 140 km/h avec des rafales plus fortes,. 
Par la suite, la dépression post-tropicale très intense a tourné vers le nord pour se diriger vers la mer du Labrador. Le dernier bulletin du Centre canadien de prévision d'ouragan a été émis à 9 h TUC le 22 septembre alors que la dépression se trouvait à 550 km au nord-est de Saint-Anthony à Terre-Neuve-et-Labrador. Les vents soufflaient alors encore à 120 km/h près de la tempête.

## Impacts
Bien que la tempête ait frappé les îles du Cap-Vert à sa naissance, les 8 et 9 septembre, aucun dommage n'y fut rapporté. Les îles Sous-le-Vent, les îles Vierges américaines et Porto Rico n'ont pas été affectées directement mais la houle d’Igor a emporté deux personnes en mer à Porto Rico. Deux autres personnes se sont noyées à cause des vagues à Surf City en Caroline du Nord. Les Bermudes, Terre-Neuve et Saint-Pierre-et-Miquelon ont cependant été frappées directement par la tempête.

### Bermudes
Les écoles et l'aéroport international L.F. Wade ont été fermées les 19 et 20 septembre et la jetée principale menant à l'aéroport a été interdite d'accès à cause de la menace de tornades. Igor a laissé 75 mm de pluie du 18 au 19 septembre et a donné des vents de 150 km/h. Les vents ont causé de nombreuses pannes électriques, laissant 21 000 personnes sans courant. Cependant, les dommages aux structures ont été minimaux alors que ce sont surtout des arbres qui ont été cassés. Aucune perte de vie n'a été signalée et les autorités estiment que les dommages sont de moins de 100 millions $US.

### Terre-Neuve (Canada)

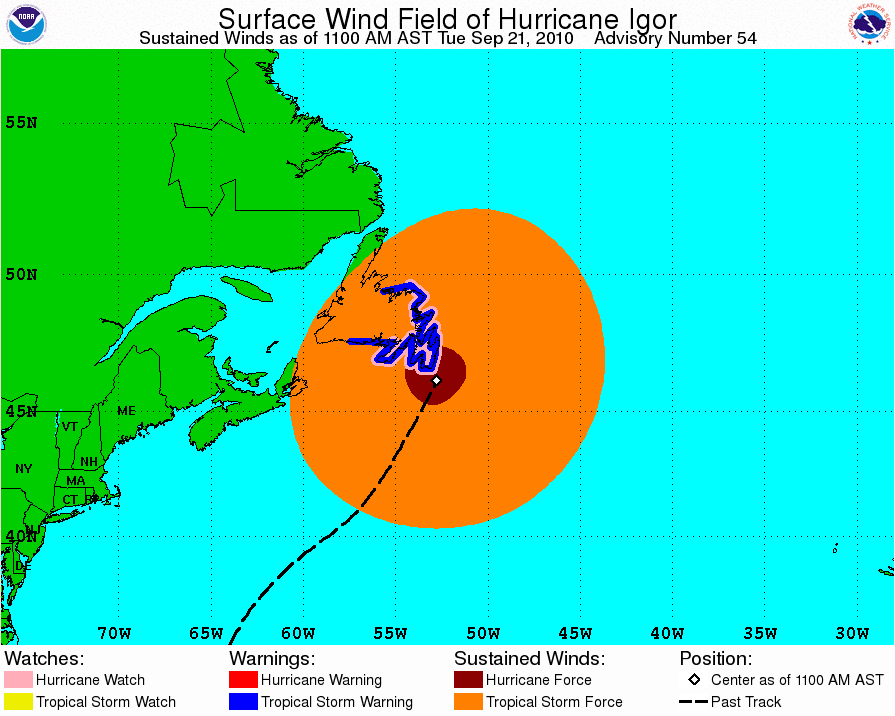
Trajectoire d'Igor près de Terre-Neuve. En orange, la zone où les vents soutenus étaient de force de tempête (plus de 62 km/h), et en rouge, la zone de force d'ouragan (plus de 118 km/h).

L'ouragan Igor a durement frappé l'île de Terre-Neuve au Canada. Ses vents et sa pluie se sont abattus sur la partie orientale de l'île, surtout les péninsules d’Avalon, de Bonavista et de Burin. Il est tombé 113 mm de pluie à Gander, 115 mm à Saint-Jean, la capitale provinciale, 193 mm à Bonavista et jusqu'à 238 mm à St. Lawrence. Les rafales de vent ont dépassé les 100 km/h avec des maxima atteignant 172 km/h à Cape Pine (en) et 156 km/h à Bonavista,,.
Les services publics et les écoles ont été fermés. L'aéroport international de Saint-Jean a annulé la plupart des vols et des plates-formes pétrolières au large de l'île ont été évacuées. Les vents violents firent de nombreux dégâts, dont de gros arbres renversés, résultant en des pannes électriques sur un large territoire. Les autorités rapportèrent plus de 53 000 abonnés sans courant. La pluie a causé des inondations et coupé des routes. Environ 80 villes et villages ont été isolés et au moins trois villes - Clarenville, Marystown et Terrenceville - ont déclaré l'état d'urgence,,. Le maire de Marystown a déclaré que la violence de la tempête dépassait les capacités des services d'urgence de sa municipalité. Selon le bureau du Premier ministre du Canada, il s'agit des pires dégâts causés par un ouragan dans l'histoire de la province de Terre-Neuve-et-Labrador.

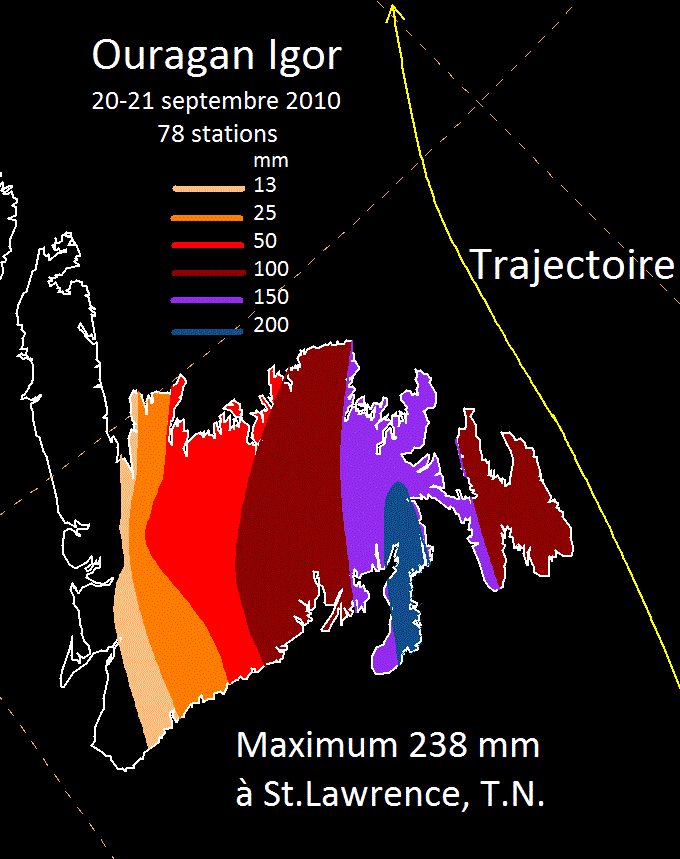
Accumulations de pluie sur Terre-Neuve

Un homme de 80 ans a été emporté jusqu'à la mer par les eaux d'un ruisseau gonflé par les pluies de l'ouragan sur l’île Random près de la baie de Trinity. Les recherches n'ont pu être immédiatement entreprises à cause du mauvais temps et cessèrent deux jours plus tard quand il devint évident que l'homme ne pouvait plus être vivant après cette période prolongée dans les eaux glaciales de l'Atlantique Nord.
Des ingénieurs ont immédiatement été envoyés pour évaluer les infrastructures à réparer. Les gouvernements fédéral et provincial ont promis de fournir toute l'aide nécessaire aux sinistrés et à la reconstruction qui devrait s'étendre sur plusieurs mois. Le ministre des Affaires municipales et des Transports de Terre-Neuve-et-Labrador a déclaré que le rétablissement des transports et des services municipaux, dont les égouts détruits, commencerait immédiatement. Il a estimé que les dégâts pourrait atteindre 100 millions de dollars canadiens en survolant les zones sinistrées en compagnie du premier ministre de la province, Danny Williams. 
Le premier ministre canadien, Stephen Harper, se rendit à Terre-Neuve jeudi soir le 23 septembre pour visiter le jour suivant la région frappée par Igor. Il annonça à cette occasion le déploiement d'unités des Forces armées canadiennes pour venir en aide aux sinistrés, faire les réparations d'urgence aux ponts et aux routes, évacuer les malades et les blessés, faire le transport de matériel et de personnel spécialisé pour les réparations au réseau électrique des zones éloignées ainsi que pour fournir des génératrices si nécessaires,.
Dès le 26 septembre, plus de 1 000 soldats furent dépêchés sur les lieux pour la reconstruction des infrastructures et l'aide à la population dans le cadre de l'opération Lama. Dans ce groupe, il y avait 140 militaires réguliers du génie militaire du 4e Régiment d'appui du génie de la base des Forces canadiennes Gagetown au Nouveau-Brunswick et 200 réservistes de Terre-Neuve. Trois navires de la Marine royale canadienne, le NCSM St. John's, le NCSM Montréal et le NCSM Fredericton, apportèrent matériel et personnel. Trois hélicoptères Sea King furent utilisés pour les transports urgents et lourds ainsi que pour acheminer des vivres,.
Le 1er septembre, seules six communautés étaient encore isolées, la plupart des sections de routes emportées ayant été temporairement réparées. La remise à neuf définitive dut attendre au printemps vu l'approche de la saison froide.

### Saint-Pierre-et-Miquelon
Il est tombé de 100 à 154 mm d'eau en quelques heures à Saint-Pierre-et-Miquelon, qui se trouve juste au sud de la péninsule de Burin de Terre-Neuve, et les vents ont atteint 135 km/h, donnant de la houle de 6 à 8 m sur les côtes exposées,. Le tout a entraîné la fermeture d'une route, des inondations et des dégâts dus au vent.

## Retrait
L'étendue des dégâts sur Terre-Neuve en fait la plus coûteuse des tempêtes tropicales à avoir frappé cette province canadienne et pourrait devenir la référence dans cette région qui est peu souvent frappé par ce genre de système météorologique. À cause de ces dommages, le nom Igor fut retiré des listes futures des noms d'ouragans par le comité des cyclones tropicaux de l'Organisation météorologique mondiale. Il sera remplacé par Ian pour la saison 2016.